# 특수사건 전담반 TEN
《특수사건 전담반 TEN》은 OCN에서 2011년 11월 18일부터 2012년 1월 13일까지 방영된 드라마이다.

## 등장 인물

### 주요 인물
- 주상욱 : 여지훈 역 (30대 중반)

전직 광역수사대 최고의 에이스 형사로, 당시 “괴물 잡는 괴물”이라는 별명으로 불렀으나 현재는 현역에서 떠나 경찰 교육원 교수로 제직 중이다. 이 후 검거확률 10% 미만의 사건들만 수사하는 특수사건전담반 TEN의 팀장을 맡아 강력 범죄를 수사하게 된다.
- 김상호 : 백도식 역 (40대 중반)

형사 경력만 24년의 베테랑 형사로, 청소년과를 시작으로 모든 부서를 몸으로 체험하며 “걸어다니는 범죄 사전”으로 불린다. 이 후 살인 사건의 수사과정에서 여지훈을 만나고, TEN에 합류하게 된다.
- 조안 : 남예리 역 (20대 후반)

경찰청 피해자 지원센터에서 일하고 있는 4년차 경찰로, 심리학과를 수석으로 졸업하고 프로파일러 특채 차석이라는 화려한 스펙으로 경찰청에 들어왔지만, 현재는 교통계에서 단순 실종사건 등 잡다한 업무를 담당하고 있다. 이 후 예리한 심리 추리 능력을 보이면서 TEN에 합류한다.
- 최우식 : 박민호 역 (20대 초반)

경찰청에 갓 입사한 신참 형사로, 여지훈을 만나 예상 외의 날카로운 추리력을 보여 TEN에 합류하게 된다.

### 그 외 인물
- 윤지혜 : 서유림 역 - 국립과학수사연구원 부검의
- 최범호 : 정우식 국장 역
- 김해인 : 김은영/서은비 역
- 권민 : 김은영의 약혼자 역
- 하성광
- 이원우
- 김문호
- 김봉성
- 강현중 : 운전자 역
- 소희정 : 김순옥 역 - 사채업자
- 장예원
- 오창경 : 흥신소 사장 역
- 서진욱 : 경찰 관계자 역
- 심우창 : 경찰청장 역
- 조이삼
- 봉은선 : 봉은선 역 - 교통과 경찰
- 이관영
- 정시온
- 표철환
- 주부진
- 오희준
- 전헌태 : 피해자 지원센터 센터장 역
- 양근석
- 조현진 : 호스티스 역
- 김나연
- 백애경
- 정환욱
- 원종선 : 김은영의 담당교수 역
- 서지미
- 장주연 : 대학교 도서관 사서 역
- 육미라 : 보육원 원장 역
- 이일섭
- 이종구 : 거짓말 탐지기로 심문하는 남자 역
- 강재은
- 강철성 : 기자 역
- 윤복성
- 권남희 : 가정부 역
- 이용녀 : 조복례 역 - 치매할머니, 일가족 살인사건의 유일한 생존자
- 문영동 : 조복례의 둘째아들 역
- 임병욱
- 오정원 : 조복례의 큰며느리 역
- 김수진
- 조성한
- 이매리 : 맞선 업체 직원 역
- 전진기 : 형사 역
- 이설구 : 강팔복 역 - 조복례의 부하
- 민우기
- 백성흠 : 성호 역 - 가정부의 아들
- 김문진
- 이홍석
- 김대성 : 일자리 알선해주는 남자 역
- 이영석 : Bar 사장 역 - 일명 'Mr. MoZo'
- 박태성 - 마약범 역 - 일명 '빨빨이'
- 이치형
- 안장훈 : 안상택 역 - 도식의 후배형사, 일명 '개코'
- 김경룡 : 내사과장 역
- 전현숙 : 연구원 역
- 김경모
- 한동환 : 지훈에게 수업받는 경찰교육생 역
- 신재도 : 지훈에게 수업받는 경찰교육생 역
- 강민정 : 지훈에게 수업받는 경찰교육생 역
- 신소현
- 박진성
- 신선희 : 경찰청 분석실에 근무하는 경찰 역
- 강미애
- 박고은
- 장문석
- 이명헌
- 손화빈
- 칼리드 타피아
- 김기연 : 윤미라 역 - 호스트바 사장
- 오창석 : 성이한 역 - 호스트바 종업원 출신 배우
- 이국진 : 성이한의 매니저 역
- 박주형 : 박현일 역 - 호스트바 종업원
- 유인석 : 택시기사 역
- 김기두 : 호스트바 종업원 역
- 김건호 : 경비원 역
- 고인범 : 박중석 역 - 박민지의 아버지
- 양은용 : 조수영 역 - 은행원
- 전희수 : 박민지 역
- 차진혁 : 강주환 역 - 前 은행 강도, 現 성직자
- 서보익 : 고정준 역 - 前 카페 알바생, 現 증권사 직원, 5년전 묻지마 살인사건 영상 찍은 남자
- 최승규
- 설창희
- 서정주 : 조수영의 동생 역
- 김보리 : 아웃도어 매장직원 역
- 박성균 : 산림청 직원 역
- 김진모
- 배민희 : 정희연 역 - 민채원의 엄마
- 김기현 : 민채원의 친할아버지 역 - 前 대구청 부청장
- 장소연 : 임유경 역 - 민채원의 생모
- 김지영 : 민채원 역 - 유괴당한 아이
- 이현걸 : 대리모를 알선해주는 남자 역
- 윤현길
- 박종상 : 음성변조 식별하는 남자 역
- 이병철 : 주차관리하는 남자 역
- 김동화
- 유정호 : 물건파는 남자 역
- 이소윤 : 정희주 역 - 지훈의 여자친구
- 정윤선
- 손선근 : 박민호의 아버지 역
- 서우진 : 7년전 예리의 남자친구 역
- 김하민
- 정호
- 이일웅 : 사진사 역
- 최민 : 형사 역
- 박진아
- 최미영
- 방현웅
- 김봉수
- 한수현
- 홍택근
- 박그리나 : 유현경 역 - 유일한 생존자
- 손종학 : 형사 역
- 정동규 : 정신병원 원장 역
- 하수호 : 형사 역
- 김재영
- 이승찬

### 아역
- 김소정
- 이영은 : 어린 수진 역
- 염혜아
- 김재욱
- 최용선

### 우정출연
- 정호빈 : 정의석 역 - 국회의원 (4화)
- 민석 : 김선우 역 - 호스트바 마담 (4화)
- 이재은 : 정의석의 부인 역 (4화)

### 특별출연
- 표창원 (1화)

## 제작진
- 기획 : 최관용
- 기획총괄 : 박호식, 성용일
- 기획프로듀서 : 이혜영
- 제작 : 김윤대, 이형선
- 촬영 : 전병문, 공형석
- 조명 : 유병문, 이종석
- 동시녹음 : 이동기
- 미술 : 이태훈
- 소도구 : 김경진
- 분장 : 오영환
- 미용 : 서숙현
- 의상 : 김보경
- 무술 : 이종연
- CG : Kimac
- 편집 : 남인주
- 종합편집 : 윤희노
- 음악 : 남혜승
- 사운드믹싱 : 조계환
- 조연출 : 채윤석
- 프로듀서 : 안훈찬
- 극본 : 남상욱, 한수련, 이재곤
- 연출 : 이승영
- 기획 : OCN
- 제작 : MBC C&I

## 방영 목록
| 2011년 | 2011년    | 2011년                 | 2011년 | 2011년         |
| 회차   | 방송일자  | 제목                   | 극본   | 각색           |
| ------ | --------- | ---------------------- | ------ | -------------- |
| 1화    | 11월 18일 | 테이프 살인사건        | 남상욱 | 빈칸           |
| 2화    | 11월 25일 | 낯선 자들의 방문       | 한수련 | 서신혜, 남상욱 |
| 3화    | 12월 2일  | 미모사                 | 이재곤 | 남상욱         |
| 4화    | 12월 9일  | 퀸                     | 이재곤 | 빈칸           |
| 5화    | 12월 16일 | 숲속의 추격자          | 문소산 | 빈칸           |
| 6화    | 12월 23일 | 민채원 유괴사건 Part.1 | 남상욱 | 빈칸           |
| 7화    | 12월 30일 | 민채원 유괴사건 Part.2 | 남상욱 | 빈칸           |
| 2012년 |           |                        |        |                |
| 8화    | 1월 6일   | 최종회 Part.1          | 이재곤 | 빈칸           |
| 9화    | 1월 13일  | 최종회 Part.2          | 이재곤 | 빈칸           |

## 사운드 트랙

### Part. 1
| #  | 제목             | 작사       | 작곡               | 노래             | 재생 시간 |
| -- | ---------------- | ---------- | ------------------ | ---------------- | --------- |
| 1. | 〈숨결〉         | 진실, 찬우 | 이상열, 찬우, 진실 | 매드 소울 차일드 |           |
| 2. | 〈숨결 (Inst.)〉 |            | 이상열, 찬우, 진실 |                  |           |

### Part. 2
| #  | 제목                   | 작사   | 작곡   | 노래   | 재생 시간 |
| -- | ---------------------- | ------ | ------ | ------ | --------- |
| 1. | 〈또 다른 나〉         | 헤이즈 | 헤이즈 | 헤이즈 |           |
| 2. | 〈또 다른 나 (Inst.)〉 |        | 헤이즈 |        |           |

## 수상
- 2012년 케이블TV 방송대상 - 대상[1]